# Actio de in rem verso
Posljednja u nizu actiones adiecticiae qualitatis - opća po naravi, može se podignuti ako ne postoje uvjeti za jednu od prethodnih, a ispunjen je glavni preduvjet - na temelju preuzete obveze roba, gospodar je imao dobit u imovini. Na temelju ove tužbe, gospodara se može tužiti samo do iznosa ostvarene dobiti u imovini.